# Гославская, Софья Николаевна
Софья Николаевна Гославская (25 февраля (9 марта) 1835 — 11 (23) мая 1884) — русская писательница и драматург. Сестра публициста и экономиста М. Н. Вернадской; мать писателя и драматурга Е. П. Гославского, художника П. П. Гославского.

## Биография
Родилась в семье известного государственного деятеля Н. П. Шигаева, который также занимался литературой, писал заметки для газеты «Будущность», выполнил первый полный русский перевод романа Вальтера Скотта «Обручённая» (опубликован в 1828 году). Состояла в родстве с Уваровыми (по матери — Елизавете Петровне Уваровой, 1806—1838). Владела родовым имением, которое находилось в селе Старо-Пластиково Сапожковского уезда Рязанской губернии и насчитывало 980 десятин земли. С 21.04.1857 года была в браке за 31-летним столоначальником Департамента мануфактур и внутренней торговли, коллежским асессором Петром Васильевичем Гославским (1825―1891), назначенного за день до венчания — с 20.04.1857 года, в Государственную канцелярию, секретарем при председателе Департамента государственной экономии Государственного Совета; впоследствии — действительный статский советник, почетный мировой судья Сапожковского уездного земского собрания. Помещик села Старая Майка Ставропольского уезда Самарской губернии, в коем за ним состояло 690 десятин земли. Венчались в церкви Святых Симеона Богоприимца и Анны Пророчицы. Поручители по жениху: отставной лейб-гвардии Конного полка полковник Дмитрий Саввич Осоргин и служащий Министерства финансов в Департаменте мануфактур и внутренней торговли коллежский секретарь Алексей Борисович Бер; по невесте: состоящий в должности губернского С.-Петербургского уголовных дел стряпчего титулярный советник Николай Александрович Бороздин и чиновник особых поручений Министерства финансов титулярный советник Евграф Максимович Короленко. В браке с П. В. Гославским София Шигаева имела девять детей. В 1878 году вместе с супругом переехала на постоянное жительство в село Остро-Пластиково Сапожковского уезда Рязанской губернии, где П. В. Гославский был избран мировым судьёй Сапожковского уездного земского собрания.
Как свидетельствует В. И. Вернадский (крёстный сын П. В. Гославского), семья Софьи Николаевны «была полна художественными интересами». Писательница имела девять детей: 
- Николай (род. 12.02.1858),
- Евгений (18.04.1861—02.12.1917),
- Алексей[6] (29.01.1865—1925),
- Петр (17.01.1871—1919),
- Василий (род. 20.05.1875),
- Борис (ум. 1936),
- Анна старшая Мейбаум[7] (14.11.1859—до 1911[8]),
- Анна младшая (29.01.1865―до 1881);
- Елизавета Браилко[9] (род. 01.02.1868);

Все они получили хорошее образование и впоследствии состояли на гражданской или военной службе либо стали деятелями искусства. 
Умерла в мае 1884 года в Санкт-Петербурге от хронического воспаления лёгких. Была похоронена на Митрофаниевском кладбище.

## Творчество
С. Н. Гославская известна как автор ряда драматических произведений, в частности — комедий «Быть и слыть» (первая постановка: 1863) и «Старая песня» (первая постановка: 1879).

### Комментарии
1. ↑  В соответствии с современным территориальным делением, это село входит в Остро-Пластиковское сельское поселение Чучковского района Рязанской области.